# Amtsgericht Salzwedel

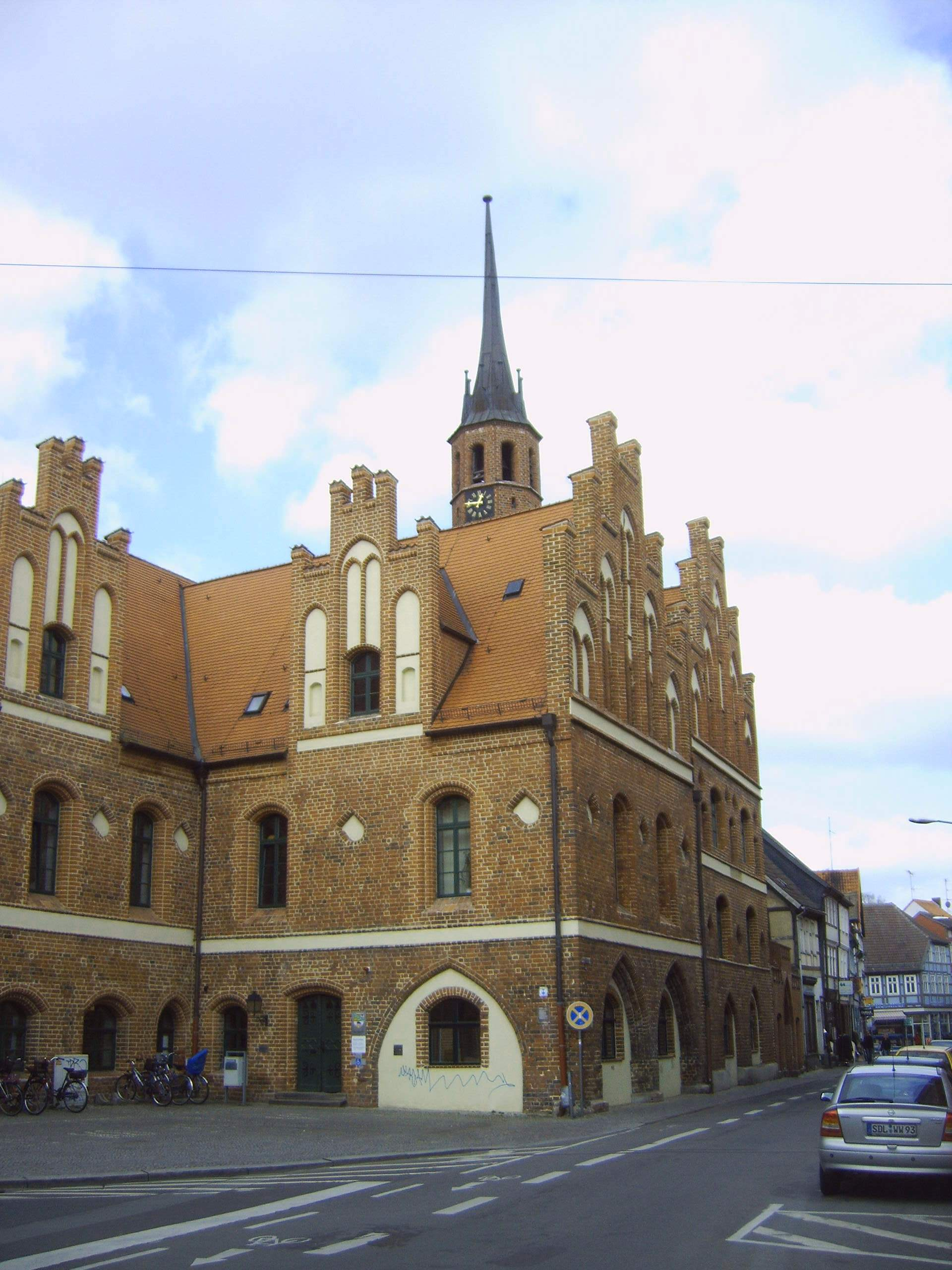
Amtsgericht Salzwedel (2007)

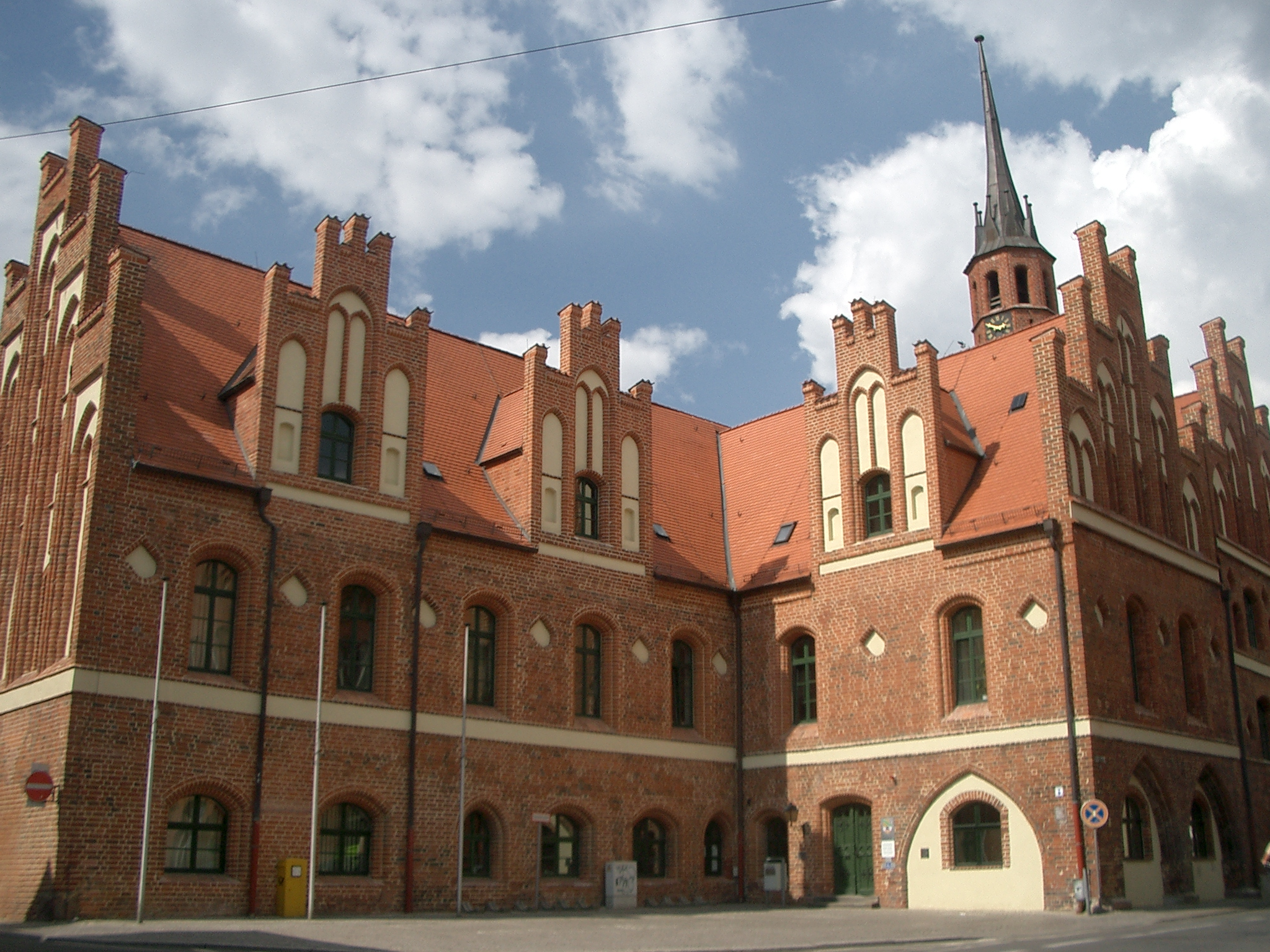
Vormals Altstädtisches Rathaus der altmärkischen Hansestadt Salzwedel, als stadtbürgerlich-repräsentativer Backsteinrohbau im Stil der norddeutschen Renaissance, Dachbereich mit Querhäusern versehen – alle Giebel als gotische Treppengiebel ausgeführt (2005)

Das Amtsgericht Salzwedel ist ein Gericht der ordentlichen Gerichtsbarkeit in Deutschland. Es gehört zum Bezirk des Landgerichtes Stendal und des Oberlandesgerichtes Naumburg. Sitz des Gerichtes ist Salzwedel. Sein Bezirk umfasst neben der Hansestadt Salzwedel die Stadt Arendsee, die Flecken Apenburg-Winterfeld und Diesdorf sowie die Gemeinden Beetzendorf, Dähre, Jübar, Kuhfelde, Rohrberg und Wallstawe, die alle zum Altmarkkreis Salzwedel gehören. Das restliche Kreisgebiet bildet den Bezirk des Amtsgerichtes Gardelegen.

## Geschichte
Von 1849 bis 1879 bestand in Salzwedel das Kreisgericht Salzwedel im Sprengel des Appellationsgerichtes Magdeburg. Im Rahmen der Reichsjustizgesetze wurden 1879 reichsweit einheitlich Oberlandes-, Land- und Amtsgerichte gebildet. Das königlich preußische Amtsgericht Salzwedel wurde mit Wirkung zum 1. Oktober 1879 als eines von 15 Amtsgerichten im Bezirk des Landgerichtes Stendal im Bezirk des Oberlandesgerichtes Naumburg gebildet. Der Sitz des Gerichtes war die Stadt Salzwedel. Sein Gerichtsbezirk umfasste den Landkreis Salzwedel ohne die Teile, die den Amtsgerichten Beetzendorf, Calbe und Clötze zugeordnet waren. Am Gericht bestanden 1880 drei Richterstellen. Das Amtsgericht war damit ein großes Amtsgericht im Landgerichtsbezirk. Gerichtstage wurden in Diesdorf gehalten.
In der DDR wurden 1952 die Amtsgerichte aufgehoben und einheitlich Kreisgerichte gebildet. Salzwedel kam zum Kreis Salzwedel, entsprechend entstand das Kreisgericht Salzwedel im Bezirk des Bezirksgerichtes Magdeburg. Mit dem Gerichtsorganisationsgesetz von Sachsen-Anhalt wurden das Kreisgericht 1992 aufgehoben und erneut ein Amtsgericht Salzwedel gebildet und erneut dem Landgericht Stendal zugeordnet.

## Gebäude
Untergebracht ist das Amtsgericht im Gebäude des ehemaligen Rathauses der Altstadt Salzwedel. Das Haus wurde 1509 auf den Fundamenten eines Vorgängerbaus, vermutlich des Kaufhauses der Gewandschneider, errichtet. Auf dem Platz vor dem Gebäude kreuzten sich die historischen Fernhandelsstraßen Magdeburg – Lübeck/Hamburg und Braunschweig – Hitzacker. Die Nutzung als Rathaus dauerte bis 1713 an. Im Zuge der Vereinigung von Alt- und Neustadt Salzwedel wurde das Rathaus der Neustadt als gemeinsames Rathaus genutzt. Ab 1855 diente das Gebäude dann als Justizgebäude. Im Ostgiebel des Hauses ist eine Madonna im Strahlenkranz und der Heilige Christopherus als Schutzheiliger der Furten abgebildet.